# Roy Dotrice
Roy Dotrice, född 26 maj 1923 på Guernsey, död 16 oktober 2017 i London, var en brittisk skådespelare. Förutom sina filmroller medverkade Dotrice även i ett flertal TV-serier, däribland Skönheten och odjuret, Mord och inga visor, Småstadsliv, Lagens änglar, Angel och Game of Thrones. Han var även berättarröst i ljudböckerna i serien Sagan om is och eld.

## Filmografi i urval
- 1957 – Treasure Island (TV-serie)
- 1962 – The Cherry Orchard
- 1965 – Hjältarna från Telemarken
- 1965-1970 – The Wars of the Roses (Miniserie)
- 1970 – Smörblommekedjan
- 1971 – Nikolaus och Alexandra
- 1972 – Från andra sidan graven
- 1976 – Dickens of London (TV-serie)
- 1981 – Magnum, P.I. (TV-serie)
- 1984 – Remington Steele (TV-serie)
- 1984 – Cheech och Chongbröderna från Corsika
- 1984 – Amadeus
- 1987 - Heja Houdini!
- 1987–1990 – Skönheten och odjuret (TV-serie)
- 1989 – Glömskans dunkel
- 1990 – Hunter (TV-serie)
- 1990–1995 – Mord och inga visor (TV-serie)
- 1992 – Kärlek på hal is
- 1992–1995 – Småstadsliv (TV-serie)
- 1993 – The Good Policeman
- 1994 – Barn i mörker
- 1994 – Lagens änglar (TV-serie)
- 1995 – Batman: The Animated Series (TV-serie)
- 1995 – Passionens pris
- 1996 – Röster från andra sidan graven (TV-serie)
- 1996 – Alias Mr. & Mrs. Smith
- 2005 – Casualty (TV-serie)
- 2006 – Tillbaka till Aidensfield (TV-serie)
- 2008 – Hellboy II: The Golden Army
- 2012 – Game of Thrones (TV-serie)